# Olive Kelso King

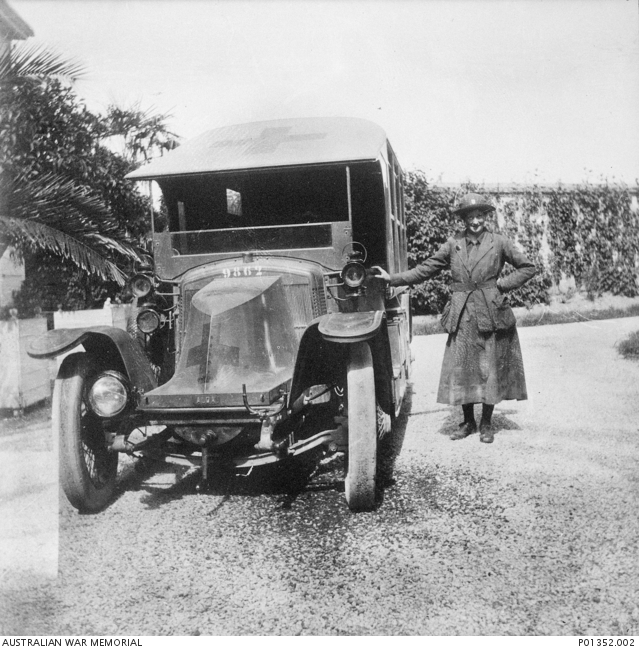
Olive Kelso King y su vehículo Ella the Elephant (1915-1916).

Olive Kelso King (30 de junio de 1885-1 de noviembre de 1958) fue una aventurera y alpinista australiana. Durante la Primera Guerra Mundial condujo ambulancias para los Scottish Women's Hospitals y más tarde para el Ejército serbio. Después de la guerra recaudó dinero para el pueblo serbio y más tarde en la vida fue una oradora pública.

## Primeros años
Olive King era hija del director de la Compañía de Sídney Sir Kelso King y su esposa Irene Isabella. Educada en casa, en la Sydney Church of England Girls Grammar School y luego en Alemania, llevó una vida aventurera que incluyó escalar en México el Popocatépetl junto con tres compañeros varones.

## Primera Guerra Mundial
Durante una visita a Inglaterra, estalló la guerra. Olive sirvió brevemente como conductora de ambulancia en Bélgica, suministrando su propio vehículo (ALDA), un camión que había convertido en ambulancia de 16 plazas y bautizado 'Ella el elefante'. En 1915 Olive se unió a los Scottish Women's Hospitals (Unidad Girton y Newnham) y fue enviada al Sainte-Savine, un hospital de campaña, cerca de Troyes, en Francia. Las condiciones en el hospital de campo eran duras. Los hombres heridos eran albergados en tiendas de lona conectadas por hileras largas de tableros en los campos embarrados adyacentes al Château de Chanteloup.
En noviembre de 1915 la unidad fue enviada al frente macedonio, desembarcando en Salónica, Grecia y ascendiendo hasta Gevgelija en la frontera greco-serbia. Seis semanas más tarde las fuerzas búlgaras avanzaban rápidamente y el hospital tuvo que ser evacuado en 24 horas, una tarea aparentemente imposible para 30 mujeres, pero afortunadamente fueron ayudadas por 40 Ingenieros Reales. A medianoche el personal al completo había escapado excepto los tres chóferes femeninos. Kelso tomó la decisión de dirigirse a la estación de ferrocarril más cercana. Se las arreglaron para conseguir subir ellas y sus ambulancias en el último tren antes de que la estación fuera bombardeada. Trece conductores de ambulancia franceses, que intentaron llegar a Salónica por un sendero accidentado de Dojran, fueron emboscados por los búlgaros, sus vehículos tomados, y todos asesinados o hechos prisioneros.
A finales de julio de 1916 Olive abandonó el Scottish Women's Hospital y se unió al ejército serbio como conductora adjunta a la Sede del Servicio Médico en Salónica. Para entonces los serbios habían perdido la mayoría de su transporte y 'Ella' era uno de los únicamente tres automóviles adscritos a la Sede Médica.
El 18 de agosto de 1917, el día del Gran Fuego de Tesalónica de 1917, Olive May Kelso King transportó personas y registros a lugar seguro, conduciendo durante veinticuatro horas seguidas. Por este esfuerzo, le fue otorgada la medalla de plata serbia por valentía.

## Después de la guerra y muerte
Después de la guerra Olive instaló diecisiete comedores de beneficencia en Serbia para satisfacer las necesidades a precio de costo o inferior. El último comedor cerró en 1920. Le fue otorgada la Orden de St Sava por sus esfuerzos de posguerra. De vuelta en Australia, Olive estuvo activa en la Girl Guides Australia y dio charlas sobre sus experiencias en la guerra. Durante la Segunda Guerra Mundial fue examinadora en Havilland Aircraft Pty Ltd. Se mudó a Melbourne en 1956 y murió allí en noviembre de 1958.